# Чемпионат России по плаванию на открытой воде 2000
Чемпионат России по плаванию на открытой воде 2000 года прошёл 20-22 июля в Геленджике.

## Призёры

### Мужчины

#### 5 км
Юрий Кудинов (Волгоградская область) — 1:08.15

 Евгений Безрученко (Москва) — 1:08.52

 Дмитрий Дятчин (Липецк) — 1:09.12

#### 16 км
Юрий Кудинов (Волгоградская область) — 3:24.56

 Антон Саначев (Удмуртия) + 20 с

 Евгений Кошкаров

### Женщины

#### 5 км
Ольга Гусева (Москва) — 1:07.53

 Ирина Абысова (Москва) — 1:08.25

 Ирина Коровина (Коми) — 1:08.31

#### 16 км
Ольга Гусева (Москва) — 3:36.52

 Наталья Панкина + 3 мин.

 Ольга Шалыгина + 5,5 мин